# Vanessa Scaunet
Vanessa Scaunet (* 9. Juli 1996) ist eine belgische Leichtathletin, die sich auf den Mittelstreckenlauf spezialisiert hat und vor allem im Crosslauf Erfolge verzeichnet.

## Sportliche Laufbahn
Erste internationale Erfahrungen sammelte Vanessa Scaunet bei den Crosslauf-Europameisterschaften 2014 in Samokow, bei denen sie nach 15:56 min den 56. Platz im U20-Rennen belegte. Im Jahr darauf erreichte sie bei den Crosslauf-Europameisterschaften 2015 in Hyères nach 14:12 min Rang 31 und bei den Crosslauf-Europameisterschaften 2017 in Šamorín wurde sie in 22:19 min 40. im U23-Rennen. Im Jahr darauf gelangte sie bei den Crosslauf-Europameisterschaften 2018 in Tilburg nach 21:47 min auf Rang 34 und bei den Crosslauf-Europameisterschaften 2019 in Lissabon belegte sie in 18:19 min den fünften Platz in der Mixed-Staffel. 2021 startete sie im 800-Meter-Lauf bei den Halleneuropameisterschaften in Toruń und schied dort mit 2:07,71 min aus. Im Dezember gewann sie dann bei den Crosslauf-Europameisterschaften in Dublin in 18:06 min gemeinsam mit Elise Vanderelst, Ruben Verheyden und Stijn Baeten die Bronzemedaille in der Mixed-Staffel hinter den Teams aus dem Vereinigten Königreich und Frankreich. 2022 qualifizierte sie sich über die Weltrangliste über 800 Meter für die Weltmeisterschaften in Eugene, bei denen sie mit 2:04,07 min aber in der ersten Runde ausschied, ehe sie bei den Europameisterschaften in München im Vorlauf nicht ins Ziel kam. Im Dezember gelangte sie bei den Crosslauf-Europameisterschaften in Turin mit 17:47 min auf Rang sieben mit der Mixed-Staffel.
2022 wurde Scaunet belgische Meisterin im 800-Meter-Lauf im Freien und in der Halle.

## Persönliche Bestzeiten
- 800 Meter: 2:02,05 min, 11. September 2021 in Belfast
  - 800 Meter (Halle): 2:04,26 min, 12. Februar 2022 in Metz
- 1500 Meter: 4:16,17 min, 7. August 2021 in Löwen